# Нгої Санза
Нгої Санза (*д/н — бл. 1675) — 6-й мулохве (володар) держави Луба в 1660—1675 роках.

## Життєпис
Син мулохве Касонго Кабундулу. Близько 1665 року посів трон. За традицією своїх попередників заснував власну резиденцію в селищі Капулу.
Успадкував величезну державу, керувати якою в єдиного центру йому було складно. Тому він вирішив у віддалених областях надати більше можливостей місцевих намісникам. Цим було закладено початок створення напівнезалежних вождеств, що стали обмежуватися наданням даниними.
Зрештою таа політика мулохве призвела до ослаблення та дезентраграції Луби. Цим скористалися сусіди, насамперед держава Лунда. Помер близько 1675 року. Йому спадкував син Касонго Бонсве.